# The Guardian Brothers
The Guardian Brothers (小門神T, 小门神S, Xiǎo ménshénP, lett. "Piccoli dèi della porta"), conosciuto anche come Little Door Gods e Door Guardians, è un film d'animazione cinese del 2015, scritto e diretto da Gary Wang. È uscito nei cinema cinesi il 1º gennaio 2016, distribuito dalla Alibaba Pictures. Netflix ha poi acquisito i diritti sul film, pubblicando la prima versione in lingua inglese nel settembre 2017, più corta di 20 minuti rispetto alla durata originale del film.

## Trama
In antichità, gli spiriti guardiani vegliavano sugli umani. Questi, in caso di necessità, potevano contare sull'aiuto degli spiriti soltanto appendendo alle proprie porte di casa delle illustrazioni che li ritraessero, in modo che i guardiani avessero un portale per arrivare sulla Terra. Con il tempo, questa pratica e i guardiani sono stati dimenticati dall'umanità.
Nel presente, Rein e sua mamma Luli si recano in visita alla nonna, che gestisce un ristorante di zuppa tradizionale cinese, portando avanti l'attività che da generazioni era stata tramandata alle donne della famiglia. L'anziana crede ancora all'esistenza degli spiriti guardiani, e infatti ha affissi sulla porta i ritratti di due di loro. All'arrivo della nipote e della figlia, però, la nonna viene a mancare, e le due prendono in mano il locale, pur essendo continuamente infastidite dal gestore del fast food accanto.
Nel mondo degli spiriti, intanto, Shen Tu e Yu Lei, due spiriti guardiani fratelli, passano da decenni le loro giornate nell'ozio, vista la mancanza di richieste d'aiuto da parte degli umani. Vivono in un promontorio, accanto a un albero che raccoglie le lanterne provenienti dalla Terra. Yu Lei, al contrario del fratello, è stufo della condizione che stanno vivendo e vorrebbe fare qualcosa, ma è ostacolato dal sindaco della città degli spiriti, che proibisce a chiunque di scendere sulla Terra, pena l'esilio. Il guardiano decide così di cercare e distruggere i sigilli terreni che tengono imprigionata un'antica entità maligna, il Nian, imprigionata secoli prima dagli spiriti con l'aiuto degli umani; in questo modo crede che i due mondi potranno riconciliarsi. Yu Lei dunque attraversa il portale per la Terra, noncurante della preoccupazione del fratello Shen Tu.
Yu Lei inizierà il suo viaggio alla ricerca dei tre sigilli, che porterà però a diverse disgrazie non solo per lo spirito, ma anche per Rein e l'attività di famiglia. Shen Tu andrà in aiuto del fratello, incontrando Rein e aiutandola a risolvere i problemi, riscoprendo così il vero significato dell'essere uno spirito guardiano.